# Josef Schneider (arcivescovo)
Josef Schneider (Norimberga, 5 febbraio 1906 – Bamberga, 18 gennaio 1998) è stato un arcivescovo cattolico tedesco.

## Biografia
Nato a Norimberga (Germania) il 5 febbraio 1906, venne nominato da papa Pio XII arcivescovo di Bamberga il 16 maggio 1955, ricevendo la consacrazione episcopale il 13 luglio dello stesso anno per mano del cardinale Joseph Wendel. Rimase a capo dell'arcidiocesi di Bamberga fino al 30 luglio 1976, divenendone successivamente arcivescovo emerito. Morì nella stessa Bamberga il 18 gennaio 1998, alla veneranda età di 91 anni.

## Genealogia episcopale e successione apostolica
La genealogia episcopale è:
- Cardinale Scipione Rebiba
- Cardinale Giulio Antonio Santori
- Cardinale Girolamo Bernerio, O.P.
- Arcivescovo Galeazzo Sanvitale
- Cardinale Ludovico Ludovisi
- Cardinale Luigi Caetani
- Cardinale Ulderico Carpegna
- Cardinale Paluzzo Paluzzi Altieri degli Albertoni
- Papa Benedetto XIII
- Papa Benedetto XIV
- Papa Clemente XIII
- Cardinale Bernardino Giraud
- Cardinale Alessandro Mattei
- Cardinale Pietro Francesco Galleffi
- Cardinale Giacomo Filippo Fransoni
- Cardinale Antonio Saverio De Luca
- Arcivescovo Gregor Leonhard Andreas von Scherr, O.S.B.
- Arcivescovo Friedrich von Schreiber
- Arcivescovo Franz Joseph von Stein
- Arcivescovo Joseph von Schork
- Vescovo Ferdinand von Schlör
- Arcivescovo Johann Jakob von Hauck
- Vescovo Ludwig Sebastian
- Cardinale Joseph Wendel
- Arcivescovo Josef Schneider

La successione apostolica è:
- Vescovo Josef Stangl (1957)
- Vescovo Johann Lenhardt (1959)
- Vescovo Martin Wiesend (1967)
- Arcivescovo Elmar Maria Kredel (1977)